# آرام هایکاز
آرام هایکاز (ارمنی: Արամ Հայկազ; انگلیسی: Aram Haigaz; زاده ۲۲ مارس ۱۹۰۰ – درگذشته ۱۰ مارس ۱۹۸۶) یک نویسنده ارمنی‌تبار اهل ایالات متحده آمریکا بود. وب از چهره‌های به نام ادبیات ارمنی است و بیش از شش دهه داستان‌های کوتاهش، که از ماجراهای زندگی خود و اطرافیانش مایه می‌گرفت، او را در شمار محبوب‌ترین نویسندگان ارمنی خارج از کشور جای داده بود.

## زندگی‌نامه
با نام اصلی آرام چِکِمیان، در مارس ۱۹۰۰ در شبین قره‌حصار (شابین کارا حصار) به دنیا آمد.
شبین قره‌حصار و روستاهای اطراف آن از مناطق ارمنی‌نشین امپراتوری عثمانی بود که مانند دیگر نقاط ارمنی‌نشین قلمرو عثمانی با آغاز جنگ جهانی اول گرفتار توفان سهمگین نخستین نسل‌کشی قرن بیستم شد. آزادی عمل عوامل حکومتی و اوباشانی که از سوی حکومت حمایت می‌شدند در قتل و غارت ارمنیان بی دفاع و ایجاد جو رعب و ناامنی سرانجام منجر به قیام ارمنیان این شهر شد. چندین هزار نفر، که بیشتر آنان زنان و کودکان بودند، با پناه گرفتن در قلعهٔ قدیمی شهر در برابر تهاجم نیروهای منظم حکومتی به مبارزه برخاستند و حماسه آفرینی کردند. مبارزهٔ ارمنیان، شبین قره‌حصاراز ۲ تا ۲۸ ژوئن ۱۹۱۵، سرانجام بر اثر محاصرهٔ شدید نیروهای حکومتی و نبود آذوقه، با تسلیم مدافعان قلعه، به ناکامی انجامید. این مبارزه با قلم شیوای آرام هایکاز، که در نوجوانی در کنار رزمندگان قلعه در نبرد شرکت کرده بود، در کتابی با نام «شبین قره‌حصار و نبرد قهرمانانهٔ آن جاودانه شد» (۱۹۵۷).
با شکست مبارزهٔ شبین قره‌حصار و پایان خونین و فجیع آن، مردم بی‌پناه شهر و روستاهای اطراف آن از خانه و کاشانهٔ خود رانده شدند و راه تبعیدی اجباری به مقصدی نامعلوم را درپیش گرفتند. در راه تبعید، آرام به سفارش مادر، که سرنوشت محتوم این قافله را پیش‌بینی می‌کرد، در یکی از توقفگاه‌های سر راه، نظر یک مأمور انتظامی را، که مالک روستایی در کوهستان بود، جلب کرد و به خدمت او درآمد. به این ترتیب، برای همیشه از مادر و دیگر افراد خانواده، که به سوی جنوب رانده می‌شدند، جدا شد.
زندگی تازه ای برای آرام آغاز شد. نام او را مسلم گذاشتند، مسلم، فرزند عبدالله. او نیز مانند چند خدمتکار نوجوان دیگر، که فرزندان خانواده‌های تبعیدی ارمنی و همه صاحب دیانت جدید و نام‌های جدید شده بودند، در اختیار افراد خانواده قرار گرفت و به کار در روستا مشغول شد. چهار سال در این شرایط سپری شد.
پس از پایان جنگ و تغییر اوضاع، در مه ۱۹۱۹، آرام به استانبول گریخت و به زودی به یاری یکی از عمه‌هایش، که از نسل‌کشی جان به در برده بود، به مدرسه مرکزی ارمنیان راه یافت و یک سال و نیم به رایگان در این مدرسه درس خواند. سپس، نزد برادرش به نیویورک رفت و تا پایان عمر در همان‌جا ماند.
آرام در زمان اقامت در استانبول، دربارهٔ مبارزات ارمنیان شبین قره‌حصار نامهٔ مفصلی به برادرش در نیویورک نوشت. پس از مدتی با شگفتی با خبر شد که نوشته اش در نشریهٔ هایرِنیک به چاپ رسیده‌است. از ۱۹۲۲، به توصیهٔ معلمی ادیب که گفته بود ادبیات را فراموش نکند، به نوشتن گوشه‌هایی از زندگی پر ماجرای خود و اطرافیانش، در قالب داستان‌های کوتاه پرداخت و با انتشار آن‌ها در نشریات، شهرت فراوان یافت.
در آثار آرام هایکاز، روزگار تلخ و جان گداز فرزندان یتیم قربانیان قتل‌عام، درد غربت و عشق به سرزمین از دست رفته، که محور آثار اوست، همواره بازتاب دارد. شیوهٔ نگارش او ساده و بی پیرایه و با وجود زمینه‌های تلخ و سیاه داستان‌ها، نگاهش خوش‌بینانه، طنزآمیز و سرشار از زندگی است. آثار او بیشتر از زبان نویسنده نقل می‌شود و با وجود شخصیت‌های دیگر، نویسنده شخصیت اصلی است.
خاطرات زندگی آرام هایکاز، در تبعید و در خانواده ای که او را به خدمت گرفته بود، در کتابی با عنوان «چهار سال در کوهستان‌های کردستان» گردآمده و در سال ۱۹۷۲ برنده جایزه بهترین کتاب بنیاد ادبی گئورگ مِلیتینه تسی شد.
وی در مارس ۱۹۸۶ در نیویورک سیتی درگذشت.

## کتابشناسی
- The Fall of the Aerie - 1935
- The Call of the Race, vol. I - 1949
- The Call of the Race, vol. II - 1954
- Shabin Karahisar and Its Heroic Struggle - 1957
- Four Worlds - 1962
- Hotel - 1967
- Yearning - 1971
- Four Years in the Mountains of Kurdistan - 1972
- Live, Children! - ۱۹۷۳
- Happiness - 1978

## یادداشت
1. ↑  Shabin Karahisar and Its Heroic Struggle
2. ↑  Four Years in the Mountains of Kurdistan